# دلتا بلوز (فلم وثائقي)
دلتا بلوز (Delta Blues) (المترجم تحت اسم: في أرض القطن) عبارة عن فيلم وثائقي تم تصويره في عام 2000. ويتعامل هذا الفيلم مع المشكلات البيئية الناجمة عن جفاف بحر آرال، وتأثير ذلك على العلاقات السياسية في منطقة آسيا الوسطى (خصوصًا بين أوزبكستان وكازاحستان وقيرغيزستان وتركمنستان). وعلى وجه الخصوص، فإنه يركز على ، وهو صادر عن اليونسكو، وتم عرضه في عام 2000 في المنتدى العالمي للماء الثاني في لاهاي. وقد تم توجيه الانتقاد إلى هذه الوثيقة بسبب وضع أهداف غير واقعية، وكذلك بسبب التركيز على الحوض الكامل (في جنوب غرب كازاخستان وأوزبكستان وتركمنستان)، مما يعني التخلي الضمني عن بحر آرال والأشخاص الذين يعيشون على مجرى النهر في قرقل باغستان.

## ملخص
إن السبب وراء جفاف بحر آرال هو الري المكثف المستخدم من أجل إنتاج القطن (بشكل أساسي). وبغض النظر عن كونه محصولاً يحتاج إلى قدر كبير من المياه، فإن قنوات الري تتسم بعدم الكفاءة الشديدة، وكان يتم فقد قدر كبير من المياه. وبالإضافة إلى ذلك، تكون المياه التي تعود إلى الأنهار ملوثة بشدة (بمبيدات الآفات والأسمدة. وعلى الرغم من ذلك، لا يوجد أي حافز لتغيير الطريقة غير المسئولة لاستخدام المياه في المنطقة. فالمياه هبة خارجية، وينظر إليها على أنها منحة من الطبيعة أو من الإله. ويؤدي ذلك إلى موقف تكون فيه تلك (الدول أو المناطق أو المزارع) التي تستخدم أغلب المياه المتاحة في وضعية تحقيق أكبر استفادة من تلك المياه، في حين أنهم لا يدفعون مقابلها، مما لا يترك للآخرين (الذين يعيشون على ضفاف النهر) إلا قدرًا أقل من المياه، بل وملوثة.
في حين أنه ينظر في معظم النقاشات التي تدور حول المسئولية فيما يتعلق باستخدام المياه إلى الخصخصة على أنها عدو الشعب اعتمادًا على المياه، إلا أن العديد من المنظمات غير الحكومية في هذه المنظمة (التي كانت تنتمي من قبل إلى الاتحاد السوفيتي) تدعي بدلاً من ذلك أن مصدر المشكلات المتعلقة بالمياه يكمن في الاستخدام غير المسئول للمياه، خصوصًا من خلال القطاع الزراعي (الذي ما زال مملوكًا في الغالب للدولة). ويدعي الكثيرون أن هذا الموقف لا يمكن أن يتغير إلا من خلال تغيير النموذج الفكري السوفيتي، أي من خلال وضع تعريفة سعرية على المياه: أي كلما زاد مقدار المياه التي يتم استهلاكها أو تلويثها، زاد مقدار المبالغ التي يتم دفعها.

## المقابلات الشخصية
- أورال أتانييازوفا (مؤسسة Perzent، نوكوس)[4]
- يوسوب كامالوف (اتحاد الدفاع عن بحر آرال ونهر أموداريا (UDASA)، نوكوس)[5]
- ميريم أصلان (Oxfam Novib، لاهاي)
- ماكس سبور (معهد الدراسات الاجتماعية، لاهاي)
- أيان سمال (Médecins Sans Frontières، نوكوس)
- سكوت أوكونور (المركز الأسيوي للتبادل الحر (CAFE)، نوكوس)[6]
- سيجيتشان آيتجانوف (المركز الأسيوي للتبادل الحر، ميوناك)
- فريتس فيرهوج (يونسكو، باريس)
- رشيد كوشيكوف (وزارة المياه، قرقل-باغستان)
- باختيار زوليبيكوف / جوليبيكوف (جامعة طشقند الزراعية، نوكوس)[7]

## وصلات خارجية
- Official site of the documentary film Delta Blues
- Trailer of the documentary film Delta Blues
- UNESCO's Water-related vision for the Aral Sea basin for the year 2025, as presented in March 2000 at the 2nd World Water Forum in The Hague
- Article on UNESCO's Water Related Vision for the Aral Sea Basin